# 서력부
서력부(西力夫, ?~?)는 신라의 장군이다.

## 생애
그는 신라의 장군으로 551년에 파진찬의 관등으로 거칠부 등 7명의 장군들과 고구려를 공격해 죽령에서 고현까지 10개 군을 점령했다.